# 773
773 (DCCLXXIII) var ett normalår som började en fredag i den julianska kalendern.

## Händelser

### Okänt datum
- Karl den store korsar Alperna och anfaller langobardernas kungarike.

## Födda
- Duan Wenchang, kinesisk kansler.
- Wei Chuhou, kinesisk kansler.

## Avlidna
- Donn Cothaid mac Cathail, kung av Connacht.